# Брагин, Василий Петрович
Василий Петрович Брагин (1926—1963) — младший сержант Рабоче-крестьянской Красной Армии, участник Великой Отечественной войны, Герой Советского Союза (1945).

## Биография
Василий Брагин родился 12 июня 1926 года в селе Ермаковское Ермаковского района Красноярского края в крестьянской семье. После окончания десяти классов средней школы работал в колхозе. В 1942 году был призван на службу в Рабоче-крестьянскую Красную Армию Енисейским районным военным комиссариатом. С мая того же года — на фронтах Великой Отечественной войны. В январе 1944 года был ранен. После возвращения в строй младший сержант Василий Брагин командовал отделением 491-го стрелкового полка 159-й стрелковой дивизии 5-й армии 3-го Белорусского фронта. Отличился во время освобождения Белорусской ССР.
Когда в июне 1944 года советские войска начали прорыв мощной немецкой обороны к югу от Витебска, путь батальона, в составе которого находилось отделение Брагина, преградил дзот, местность вокруг которого была хорошо простреляна врагом. Дзот не помог уничтожить даже артиллерийский обстрел. Брагин вызвался уничтожить дзот. Когда один из бойцов по пути к дзоту подорвался на мине, Брагин приказал отделению оставаться на месте, и лично извлёк и обезвредил 16 мин. После этого он поднял отделение в атаку и штурмом взял траншею перед дзотом, лично уничтожив трёх вражеских солдат, затем подорвал гранатой дверь дзота и взял в плен двух пулемётчиков, открыв тем самым путь батальону. Во время боёв на западном берегу Немана отделение Брагина уничтожило большое количество немецких солдат и офицеров, а также 11 взяло в плен. 17 августа 1944 года Брагин одним из первых вышел к государственной границе СССР в районе города Кудиркос-Науместис Литовской ССР.
Указом Президиума Верховного Совета СССР от 24 марта 1945 года за «образцовое выполнение боевых заданий командования и проявленные при этом мужество и героизм» младший сержант Василий Брагин был удостоен высокого звания Героя Советского Союза с вручением ордена Ленина и медали «Золотая Звезда» за номером 8816.
После окончания войны Брагин был демобилизован. Вернулся на родину. В 1951 году он окончил сельскохозяйственную школу в Красноярске. С 1947 года работал агротехником, с 1953 года — главным агрономом в совхозе в Тувинской АССР. Умер 9 марта 1963 года, похоронен в селе Бурен-Бай-Хаак Каа-Хемского района.
Был также награждён орденами «Знак Почёта» и Славы 3-й степени, а также рядом медалей. В честь Брагина названа улица в Ермаковском.